# Bushra al-Tawil
Bushra al-Tawil (Al Bireh, 25 de abril de 1993) es una periodista palestina, ex presa palestina y activista por los derechos de los presos de Ramala. 

## Trayectoria
Al-Tawil se graduó en el Modern University College de Ramala en 2013, donde estudió periodismo y fotografía. Después de sus estudios, comenzó a trabajar en la red de medios Aneen Al-Qaid Media Network, de la que es portavoz. Es la portavoz de la red de medios Aneen Al-Qaid Media Network, una agencia de noticias local especializada en cubrir noticias sobre los detenidos y presos políticos palestinos.
Su padre es Jamal al-Tawil, destacado dirigente de la organización paramilitar Hamás, exalcalde de Al Bireh y expreso que ha pasado muchos años en prisión.En junio de 2021 su padre fue apresado de nuevo y acusado de haber intentado de restablecer el Hamás en el Cisjordiania. Su marido, Mohammed al-Tawil, está encarcelado desde el 19 de agosto de 2002 y cumple nueve cadenas perpetuas en prisiones israelíes. Tiene tres hermanos.

### Detenciones
Al-Tawil fue detenida en 2011 a los 18 años por las autoridades israelíes y condenada a 16 meses de prisión, pero fue liberada cinco meses después en el marco del intercambio de prisioneros de Gilad Shalit. El 1 de julio de 2014 volvió a ser detenida y un tribunal militar le volvió a imponer su anterior condena; cumplió los once meses restantes en prisión. Fue liberada en mayo de 2015.
El 1 de noviembre de 2017 fue detenida de nuevo y el 7 de noviembre se ordenó su detención administrativa, encarcelamiento sin juicio ni cargos. Pasó ocho meses en prisión.
El 11 de diciembre de 2019, fue arrestada nuevamente y condenada a detención administrativa el 16 de diciembre. Estaba recluida en la prisión de Hasharon, en el norte de Israel.
El 8 de noviembre de 2020 fue detenida nuevamente. En octubre de 2021 fue puesto en libertad tras haber pasado 11 meses en detención administrativa.  Fue arrestada de nuevo en marzo de 2022 en un control militar cerca de Nablus, y sucesivamente su detention fue prolongada por tres meses dos veces.En diciembre de 2022 Al Tawill fue liberada y recibido por sus familiares.
En marzo de 2024, Al-Tawil  fue apresada de nuevo.